# Fylogenetik

Ett fylegenetisk träddiagram över jordens arter. Fylogenetiska grupper, eller taxa, kan vara monofyletiska (gul), parafyletiska (blå) eller polyfyletiska (röd).

Fylogenetik är den del av evolutionsbiologin som studerar evolutionär släktskap mellan grupper av organismer, exempelvis arter eller populationer. En viktig uppgift är att konstruera fylogram, också kallat fylogenetiskt träd, som åskådliggör organismers släktskap och relation. Ordet kommer av det grekiska φύλον fylon, som betyder "stam" samt γένεσις genesis som betyder "födelse; ursprung,härkomst". Innan molekylärbiologin med DNA- och RNA-analyser användes såväl morfologiska, ultrastrukturella samt biokemiska markörer. Med hjälp av dessa kunde man (och kan fortfarande) ange så kallade synapomorfier, det vill säga minsta gemensamma nämnare för en viss grupp av organismer. Med de nya molekylärbiologiska verktygen kan släktskapsträd "fastställas" på ett annat sätt än tidigare.
Inom modern taxonomi eftersträvar man alltid så kallade monofyletiska taxa, alltså grupper som omfattar den gemensamma förfadern och alla taxa som utvecklats ur denna förfader, det vill säga utgör en gren på släktskapsträdet. En monofyletiska grupp kallas för en klad. En grupp som inte är monofyletisk är antingen parafyletisk och polyfyletisk. 
Parafyletisk innebär att gruppen omfattar den gemensamma förfadern men inte alla taxa som utvecklats ur denna förfader. Det klassiska exemplet är klassen kräldjur (Reptilia), eftersom fåglar (Aves) inte ingår i den klassiska definitionen av kräldjuren utan behandlas som en egen klass. Inom växtvärlden bildar grönalgerna en parafyletisk grupp eftersom landväxter (embryofyterna) uppstått ur grönalger. Ett annat exempel är riket Protista eftersom växter, svampar och djur, som uppstått ur Protista, inte ingår utan behandlas som egna riken.
Polyfyletisk innebär att gruppen omfattar flera grenar på släktskapsträdet men inte den gemensamma förfadern. Ett bra exempel är den gamla familjen lejongapsväxter (Scrophulariaceae). Den klassiska "lejongapsväxten" veronika (veronikor) visade sig vara mer närbesläktad med groblad än med andra "lejongapsväxter" som ögontröst och höskallra. De senare visade sig vara nära släkt med snyltrotsväxterna.
För att uppnå monofyletiska grupper kan man i exemplet med kräldjuren, låta grupperna sköldpaddor, fjällreptiler, fåglar respektive krokodiler bilda var sin klass och således endast låta "kräldjur" vara ett informell beteckning. En annan lösning vore att klassen Reptilia även skulle omfatta fåglarna. När det gäller grönalgerna särskiljs ofta en stor, monofyletisk, grupp som divisionen Chlorophyta medan övriga förs till den alltjämt parafyletiska divisionen Charophyta. Ibland förs dock alla karofyt-grönalger ihop med alla landväxter till den monofyletiska divisionen Streptophyta. Protisterna räknas idag till ett stort antal riken, se eukaryoter. Slutligen, när det gäller lejongapsväxterna, så har familjen Scrophulariaceae splittrats upp så att flertalet växter (veronika, lejongap, gulsporre m fl) förs till familjen grobladsväxter medan de halvparasitiska släktena (ögontröst, kovallerna, skallrorna m.fl.) förs till familjen snyltrotsväxter.
Notera att begreppen monofyletisk, parafyletisk och polyfyletisk alltså kan användas på alla nivåer (rike, division/fylum, klass, ordning, familj, släkte, art etc). För att särskilja olika betydelser av namn används ofta beteckningarn sensu lato (i vid mening, med stort antal undergrupper) och sensu strictu (i snäv mening, med minst antal). Exempelvis används sensu lato ibland om växtriket om man även räknar in rödalger dit. Ibland används citationstecken ("") för att markera att en grupp inte är monofyletisk, vanligen endast för icke-formella namn.